# Diocese de Hamilton nas Bermudas
A Diocese de Hamilton (em latim:  Diœcesis Hamiltonensis in Bermuda) é uma diocese de rito latino da Igreja Católica no Caribe. A diocese abrange a totalidade da dependência britânica das Bermudas. A diocese é sufragânea da Arquidiocese de Nassau, e membro da Conferência Episcopal das Antilhas.
Foi erguida em 1953 como Prefeitura Apostólica das Ilhas Bermudas. Foi elevada a vicariato apostólico em janeiro de 1956 e à Diocese de Hamilton nas Bermudas em junho de 1967.

## Líderes
Administração apostólica:
|        | Nome                          | Período   | Notas  |
| Bispos | Bispos                        | Bispos    | Bispos |
| ------ | ----------------------------- | --------- | ------ |
| 5º     | Wiesław Śpiewak, C.R.         | 2015-     | Atual  |
| 4º     | Robert Joseph Kurtz, C.R.     | 1995-2015 |        |
| 3º     | Brian Leo John Hennessy, C.R. | 1975–1995 |        |
| 2º     | Bernard James Murphy, C.R.    | 1967–1974 |        |
| 1º     | Robert Stephen Dehler, C.R.   | 1954–1966 |        |